# Yavatmal
Yavatmal là một thành phố và là nơi đặt hội đồng đô thị (municipal council) của quận Yavatmal thuộc bang Maharashtra, Ấn Độ.

## Địa lý
Yavatmal có vị trí 20°24′B 78°08′Đ / 20,4°B 78,13°Đ Nó có độ cao trung bình là 445 mét (1459 feet).

## Nhân khẩu
Theo điều tra dân số năm 2001 của Ấn Độ, Yavatmal có dân số 122.906 người. Phái nam chiếm 51% tổng số dân và phái nữ chiếm 49%. Yavatmal có tỷ lệ 79% biết đọc biết viết, cao hơn tỷ lệ trung bình toàn quốc là 59,5%: tỷ lệ cho phái nam là 83%, và tỷ lệ cho phái nữ là 74%. Tại Yavatmal, 12% dân số nhỏ hơn 6 tuổi.